# Сирійське письмо

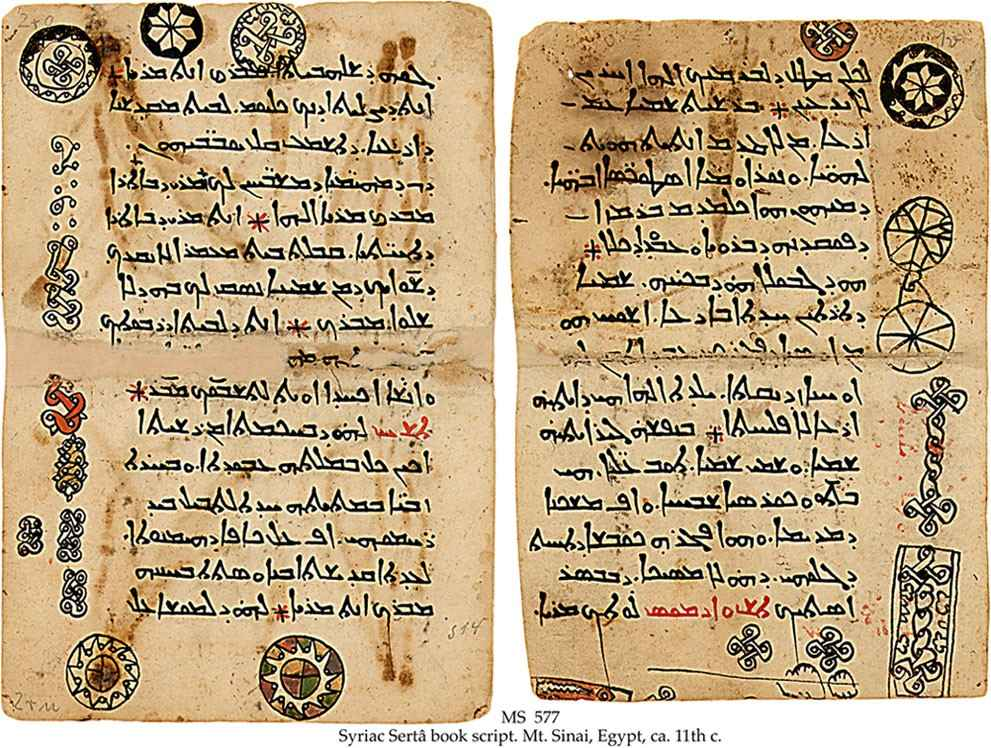
Сирійський рукопис з гори Синай, Єгипет, 11 століття

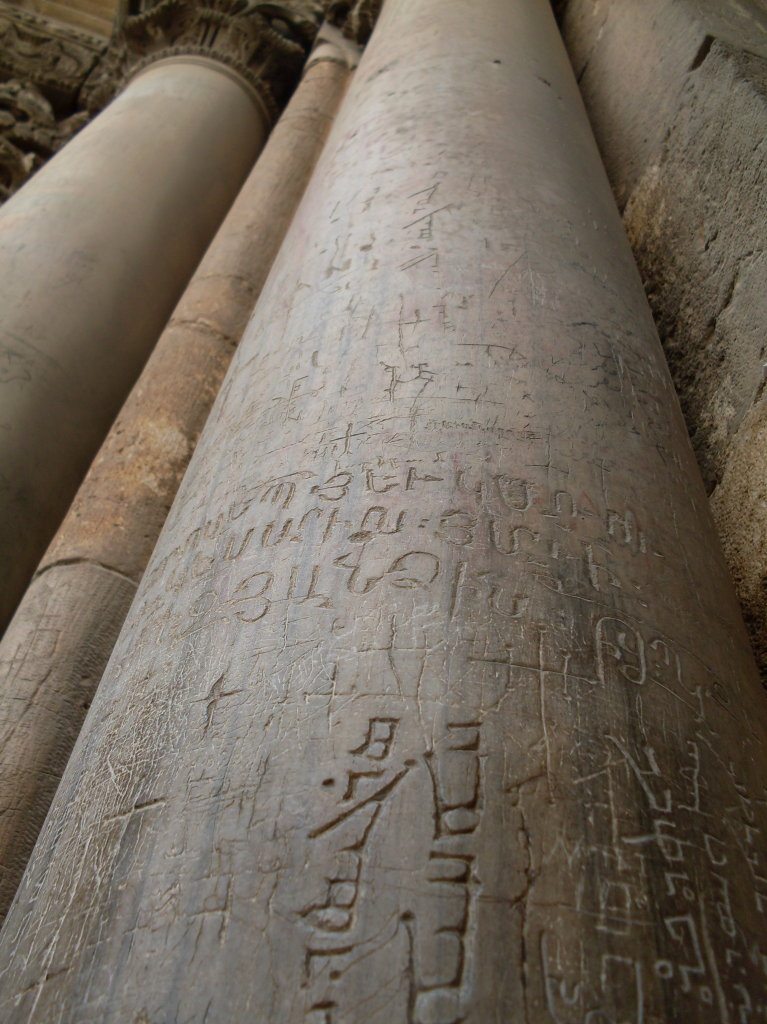
Давнє сирійське письмо «естрангело»

Сирійське письмо — письмо сирійської мови, що розвинулося на основі арамейської абетки близько I століття нової ери. Сирійська абетка складається з 22 літер, що мають свої відповідники в арамейській. Характер письма курсивний. Напрямок письма — справа наліво. У сирійському письмі немає заголовних літер, тобто, перша літера в реченні не відрізняється від подальших літер за розміром, власні імена (географічні назви, імена людей) пишуться з великої літери.
| 'Ālap̄ | Bēṯ | Gāmal | Dālaṯ  | Hē | W āw | Zayn | Ḥēṯ | Ṭēṯ | Yōḏ | Kāp̄ |
| ܐ     | ܒ   | ܓ     | ܕ      | ܗ  | ܘ    | ܙ    | ܚ   | ܛ   | ܝ   | ܟ ܟ |
|       |     |       |        |    |      |      |     |     |     | ܟ   |
| Lāmaḏ | Mīm | Nūn   | Semkaṯ | 'Ē | Pē   | Ṣāḏē | Qōp̄ | Rēš | Šīn | Taw |
| ܠ     | ܡ ܡ | ܢ ܢ   | ܣ      | ܥ  | ܦ    | ܨ    | ܩ   | ܪ   | ܫ   | ܬ   |
|       | ܡ   | ܢ     |        |    |      |      |     |     |     |     |

## Варіанти письма
Той вигляд письма, яким написані особливо древні рукописи (до кінця V століття), відомий під назвою естрангело (ʔesṭrangelå < грец. στρογγύλη ' кругле '). Написи письмом естрангело відомі з монументальної епіграфіки I століття н. е. з Осроени. Після поділу сирійської церкви на несторіанців та яковитів у кожної з цих двох груп виробився свій тип шрифту.
Східносирійський («несторіанський», «халдейський» або «ассирійський») шрифт з'явився на початку VII ст. Сирійською його називають madnḥāyā (мадинхайя, букв. 'Східний'). За виглядом східносирійський шрифт ближче до естрангело, ніж західносирійський.
Західносирійський («яковитський» або «маронітський») шрифт відомий з кінця VIII ст. в рукописній книжкової традиції. Західносирійською він називається серто (букв. ' риска, літера'), від serṭo pšiṭo простий/звичайний шрифт. Дані палеографіки показують, що серто походить з курсиву, засвідченому в документах на пергаменті з Едеси початку III століття.
Літери позначають лише приголосні. Наприкінці VII або початку VIII століття було складено дві системи значків для голосних. На сході вживалася система точок частково над літерами, а частково під ними для позначення восьми голосних — 4 довгих і 4 коротких. Тоді як на заході, у яковитів, для цієї мети вживалися дещо видозмінені маленькі грецькі літери, які ставилися або над літерами, або під ними; так позначалося 5 голосних.
| Буква  | естрангело (класичне письмо) | естрангело (класичне письмо) | естрангело (класичне письмо) | Мадинхайя (східносирійське письмо) | Мадинхайя (східносирійське письмо) | Мадинхайя (східносирійське письмо) | Юнікод | Число | Вимова |
| Буква  | Звичайна форма               | Кінцева зі з'єднанням        | Кінцева без з'єднання        | Звичайна Форма                     | Кінцева зі з'єднанням              | Кінцева без з'єднання              | Юнікод | Число | Вимова |
| ------ | ---------------------------- | ---------------------------- | ---------------------------- | ---------------------------------- | ---------------------------------- | ---------------------------------- | ------ | ----- | --- |
| ' Ālap̄ |                              |                              |                              |                                    | 1                                  |                                    | ܐ      | 1     | ʔ (гортанне зімкнення) або не вимовляється |
| Bēṯ    |                              |                              |                              |                                    |                                    |                                    | ܒ      | 2     | жорсткий: b (дзвінкий губно-губний проривний) м'який: v (дзвінкий губно-зубний спірант) або w (дзвінкий губно-м'якопіднебінний апроксимант)                                                         |
| Gāmal  |                              |                              |                              |                                    |                                    |                                    | ܓ      | 3     | жорсткий: g (дзвінкий м'якопіднебінний проривний) м'який: ɣ (дзвінкий м'якопіднебінний фрикативний)                                                                                                 |
| Dālaṯ  |                              |                              |                              |                                    |                                    |                                    | ܕ      | 4     | жорсткий: d (дзвінкий ясенний проривний) м'який: ð (дзвінкий зубний щілинний приголосний) |
| Hē     |                              |                              |                              |                                    |                                    |                                    | ܗ      | 5     | h (глухий гортанний фрикативний) |
| Wāw    |                              |                              |                              |                                    |                                    |                                    | ܘ      | 6     | приголосні: w (дзвінкий лабіовелярний апроксимант) Матрес лекціоніс: u (огублений голосний заднього ряду високого піднесення) або o (огублений голосний заднього ряду високо-середнього піднесення) |
| Zayn   |                              |                              |                              |                                    |                                    |                                    | ܙ      | 7     | z (дзвінкий альвеолярний спіранти) |
| Ḥēṯ    |                              |                              |                              |                                    |                                    |                                    | ܚ      | 8     | ħ (глухий фарінгальний спірант), x (глухий велярний фрикативний), або χ (глухий язичковий фрикативний)                                                                                              |
| Ṭēṯ    |                              |                              |                              |                                    |                                    |                                    | ܛ      | 9     | tˁ (фарінгальний глухий ясенний проривний) |
| Yōḏ    |                              |                              |                              |                                    |                                    |                                    | ܝ      | 10    | приголосні: j (палатальний апроксимант) Матрес лекціоніс: i (неогублений голосний переднього ряду високого піднесення) або e (неогублений голосний переднього ряду високо-середнього піднесення)    |
| Kāp̄    |                              |                              |                              |                                    |                                    |                                    | ܟ      | 20    | жорсткий: k (глухий м'якопіднебінний проривний) м'який: x (дзвінкий м'якопіднебінний проривний) |
| Lāmaḏ  |                              |                              |                              |                                    |                                    |                                    | ܠ      | 30    | l (альвеолярний латеральний апроксимант) |
| Mīm    |                              |                              |                              |                                    |                                    |                                    | ܡ      | 40    | m (губно-губний носовий приголосний) |
| Nūn    |                              |                              |                              |                                    |                                    |                                    | ܢ      | 50    | n (ясенний носовий приголосний) |
| Semkaṯ |                              |                              |                              |                                    | /                                  |                                    | ܣ/ܤ    | 60    | s (глухий ясенний фрикативний) |
| ' Ē    |                              |                              |                              |                                    |                                    |                                    | ܥ      | 70    | ʕ (дзвінкий глотковий фрикативний) |
| Pē     |                              |                              |                              |                                    |                                    |                                    | ܦ      | 80    | жорсткий: p (глухий губно-губний проривний) м'який: f (глухий губно-зубний спірант) або w (дзвінкий губно-м'якопіднебінний апроксимант)                                                             |
| Ṣāḏē   |                              |                              |                              |                                    |                                    |                                    | ܨ      | 90    | sˁ (фарінальний глухий ясенний фрикативний) |
| Qōp̄    |                              |                              |                              |                                    |                                    |                                    | ܩ      | 100   | q (глухий увулярний проривний) |
| Rēš    |                              |                              |                              |                                    |                                    |                                    | ܪ      | 200   | r (альвеолярний тремтячий приголосний) |
| Šīn    |                              |                              |                              |                                    |                                    |                                    | ܫ      | 300   | ʃ (глухий заясенний фрикативний) |
| Taw    |                              |                              |                              |                                    |                                    |                                    | ܬ      | 400   | жорсткий: t (глухий ясенний проривний) м'який: θ (глухий зубний фрикативний) |

1 Після Dālaṯ ' ' або Rēš,  Ālap̄  зазвичай має звичайну форму, а не кінцеву.

### Лігатури
| Найменування | естрангело (класичне) | естрангело (класичне) | естрангело (класичне) | Мадинхайя (східне) | Мадинхайя (східне)    | Мадинхайя (східне)    | Юнікод | Опис                                         |
| Найменування | Звичайна форма        | Кінцева зі з'єднанням | Кінцева без з'єднання | Звичайна Форма     | Кінцева зі з'єднанням | Кінцева без з'єднання | Юнікод | Опис                                         |
| ------------ | --------------------- | --------------------- | --------------------- | ------------------ | --------------------- | --------------------- | ------ | -------------------------------------------- |
|              |                       |                       |                       |                    |                       |                       |        | араб. Lāmaḏ і ' Ālap̄ об'єднані в кінці слова |
|              |                       |                       |                       |                    |                       | /                     |        | Taw і ' Ālap̄ об'єднані в кінці слова         |
|              |                       |                       |                       |                    |                       |                       |        | Hē and Yōḏ об'єднані в кінці слова           |